# Los Plateados
Los Plateados (Les Argentés) est une telenovela americano-mexicaine produite par Argos Comunicación pour Telemundo. Il s'agit d'une adaptation mexicaine de la telenovela chilienne Los Pincheira, produite en 2004 par TVN Chile. Elle est diffusée entre le 28 mars 2005 et le 31 octobre 2005 sur Telemundo. Elle est restée inédite en France bien qu'ayant été doublée en français depuis plusieurs années.

## Synopsis
Dans ce roman historique qui tient ses racines au début du XXe siècle. Les Silverplated sont des bandits Robinhood dont la seule mission dans la vie est de lutter pour la justice et de venger la mort injuste de leur père. Ils volent les riches pour donner aux pauvres.
Emilio Gallardo est un riche propriétaire terrien, séducteur et toujours gagnant dans la vie. Mais une chose lui manque : un fils et un héritier. Le conflit fondamental de l'histoire est un mystère qui n'est pas révélé avant la fin : il s'agit de savoir si Emilio aura son fils. Ce que l’auditoire ignore jusqu’à la fin, c’est qu’Emilio est réellement stérile; ainsi, il ne pourra jamais atteindre son objectif souhaité. Emilio est stérile parce que sa mère l'a fait stériliser par une sorcière pendant son enfance. Sa mère pensait que son mari était si méchant que son sang ne devait pas être transmis par Emilio aussi. Il est totalement égoïste, sadiquement cruel et infidèle par nature et croit pouvoir avoir toutes les femmes qu’il souhaite. Afin de produire un héritier masculin, il souhaite épouser une femme beaucoup plus jeune, la jeune et belle Camila Castañeda. À l'insu de sa femme, Emilio entretient depuis des années une relation sexuelle sauvage avec son amante, sa sœur aînée, Luciana Castañeda. Et à l'insu d'Emilio, alors que Camila repousse Emilio pour avoir consommé son mariage sexuellement, Camila parvient à se faire approcher par Gabriel peu après avoir échangé des vœux de mariage avec Emilio. Finalement, Camila laisse finalement Emilio faire son chemin avec elle, ce qui couvre sa grossesse, causée par Gabriel. C’est ainsi que Camila donne naissance au fils dont Emilio avait tant besoin. Bien que Camila n'aime pas Emilio, sa mère Ofelia tente de la convaincre que l'amour viendra avec le temps. Ainsi, cette telenovela utilise l'intrigue souvent utilisée de deux sœurs en conflit pour  un homme : d'abord Emilio, puis Gabriel.
Camila ne se doute même pas qu'elle rencontrera l'amour de sa vie, Gabriel Campuzano, le jour de son mariage avec Emilio. Gabriel est le chef du groupe infâme de bandits "Los Plateados", dont les membres comprennent ses frères cadets Tomás Campuzano et Manuel Campuzano ainsi leur sœur, Ximena Campuzano. Dans le premier mouvement de cette histoire, Gabriel est un homme courageux et dur qui enchante Camila d'un seul regard. Ensemble avec ses frères et sa sœur, ils vivent cachés dans une grotte (comme Batman); après leur père Sebastian Campuzano, qui a été injustement accusé d'avoir tué un ami et le propriétaire voisin de l'hacienda et il a ensuite été abattu par balle.
Les Silverplated ont juré de venger l'exécution de leur père, tout en privant les riches propriétaires d'hacienda de subvenir aux besoins des pauvres. En attaquant le ranch d'Emilio le jour de son mariage, Gabriel enlève l'épouse d'Emilio pour lui donner une leçon sur son attitude envers ceux qu'il considère inférieurs. Gabriel tombe amoureux de Camila et commence ainsi la riche histoire d'amour qui l'attend entre lui et l'épouse d'Emilio Gallardo, l'homme qu'il a tenu pour responsable du meurtre injuste de son père. Cherchant à se venger contre The Silverplated pour avoir enlevé sa femme, Emilio croise le chemin des quatre frères Campuzano qui se battent pour venger la mort de leur père; et dans un contexte de haine, de vengeance et de préjugés, éclate une guerre révolutionnaire qui mettra à l'épreuve l'amour de Gabriel et de Camila, bien que la guerre se déroule principalement.
L'intrigue a 3 mouvements : Dans le mouvement d'ouverture, Gabriel mène Los Plateados dans le banditisme audacieux contre les riches (comme Robin des Bois). Dans le deuxième mouvement, Gabriel se rend à Emilio qui le force à se rendre aux autorités, de peur qu'Emilio ne détruise les innocents. Puis Gabriel devient une figure du Christ, les bras étendus comme sur une croix, mis en prison, poignardé, laissé pour mort - quand une sorte de figure de Marie-Madeleine apparaît pour le ressusciter d'entre les morts. Pour le 3e mouvement : après sa crucifixion, Gabriel a une seconde venue dans la campagne où se trouve l'hacienda d'Emilio. Mais à ce stade de l’histoire, Gabriel est passé d’un bandit héroïque à un écuyer de pays vêtu à la fantaisie (comme la dentelle), qui ne peut même pas frapper Gabriel dans une bagarre à coups de poing ou le tirer avec un pistolet. Finalement, Gabriel semble avoir été abattu par Emilio, mais il s’avère qu’une "broche magique" (héritée du père de Gabriel) a fait fléchir la balle d’Emilio. À la fin, le pouvoir omnipotent d’Emilio est finalement stoppé au frère fripon de Gabriel, qui tire sur Emilio dans le dos avec un fusil pendant qu’Emilio galope pour s’échapper à cheval.

## Distribution
- Mauricio Islas : Gabriel Campuzano
- Tamara Monserrat : Camila Castañeda Villar
- Dominika Paleta : Luciana Castañeda Villar
- Humberto Zurita : Don Emilio Gallardo
- Rodrigo Oviedo : Tomás Campuzano
- Wendy de los Cobos : Ofelia de Villegas
- Marta Aura : Augusta Robledo
- Angelica Celaya : Ximena Campuzano
- Juan Carlos Martín del Campo : Manuel Campuzano
- Gloria Peralta : Samia
- Claudia Lobo : Irene Villar de Castañeda
- Eduardo Victoria : Andrés Castañeda Villar
- María Aura : Esperanza Castañeda Villar
- Teresa Tuccio : Isabel Villegas
- Héctor Arredondo † : Leonardo Villegas
- Joaquín Cosio : Kamal Bashur
- Carlos Corona : Víctor Villegas
- Rocío Verdejo : Yamile Kamila
- Mayra Sierra : Eva
- Alberto Guerra : Yasir Bashur
- Luis Yeverino : Yahim Bashur
- Aurora de la Lama : Ángeles Villegas
- Damayanti Quintanar : Antonia "Toñita"
- Marú Bravo : Josefa
- Angel Chenin : Ismael
- Zamia Fandiño : Xóchitl Huerta
- Gizeth Galatea : Dolores "Lola"
- Michelle Vargas : Layla Bashur
- Guillermo Quintanilla : Nicanor
- Álvaro Guerrero : Aurelio Villegas
- Carlos Torres Torrija : Julián Olmedo
- Alberto Trujillo : Lorenzo Bustamante
- Marco Antonio Aguirre : Dimas Garcia
- Omar Ayala : "El Rajado"
- Jorge Luis Vázquez : Farnesio

## Versions
- Los Pincheira (2004), une production de TVN Chile, mettant en vedette Francisco Reyeset et Tamara Acosta avec la participation antagoniste d’Alvaro Morales.